# Упражнение на земя
Упражнение на земя или земна гимнастика е една от дисциплините в спортната гимнастика както при жените, така и при мъжете. Упражненията се изпълняват на квадратна платформа с размери 12 на 12 метра и граница на безопасност един метър. Платформата трябва да е с определена степен на еластичност и мекота. Програмата е 70 секунди при мъжете и 90 секунди при жените и включва шпагати, стойки на ръце, скокове, салта, танцови стъпки и други елементи. Оценките се дават на базата на трудност на изпълнението, артистичност, пръсъствие на задължителни елементи и качество на цялостното изпълнение.